# 布亞尼

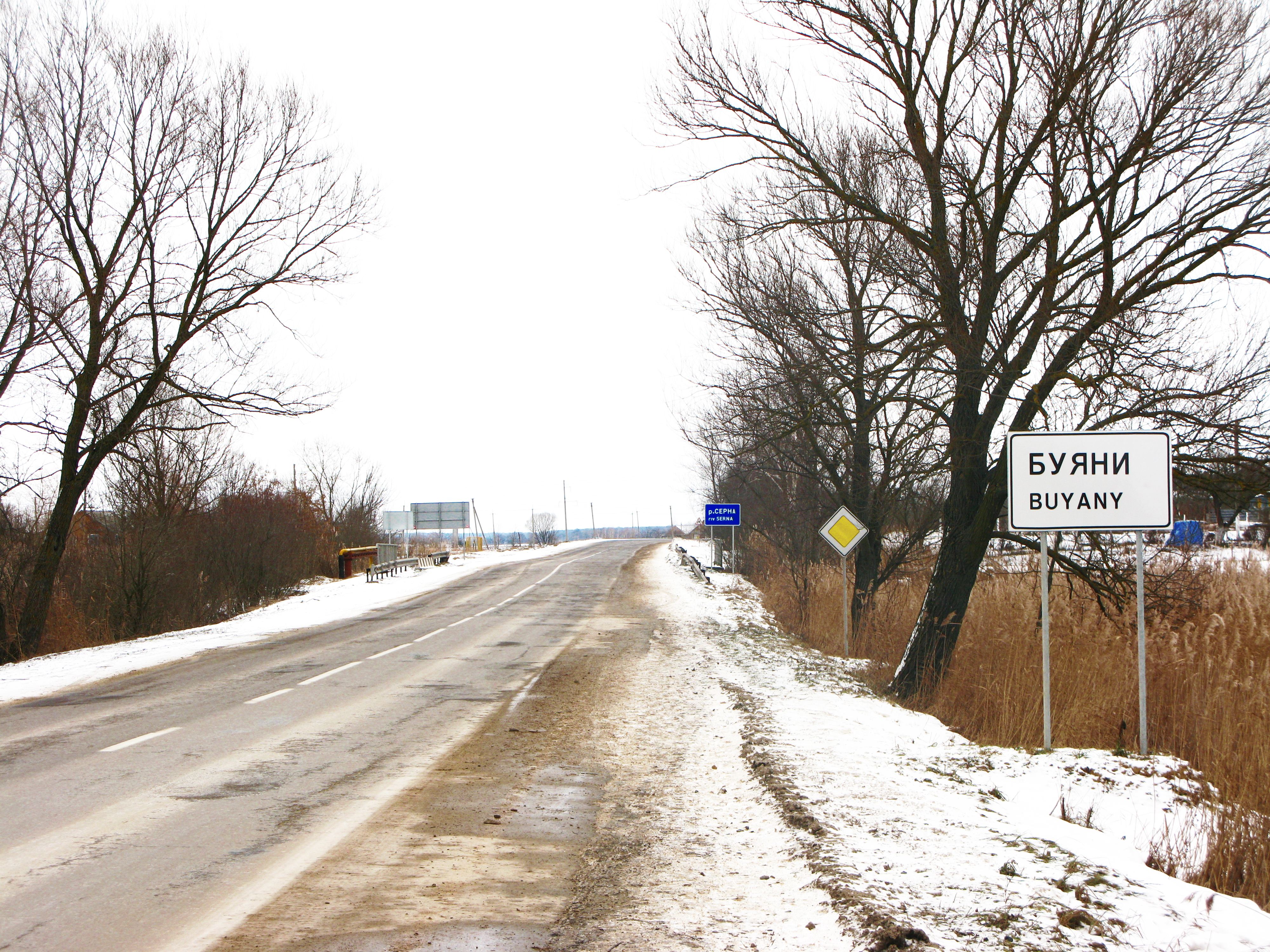

布亞尼（烏克蘭語：Буяни），是烏克蘭的村落，位於該國西部沃倫州，由盧茨克區負責管轄，始建於1455年，面積28.3平方公里，海拔高度210米，2001年人口878，人口密度每平方公里310.3人。
50°45′43″N 25°2′34″E / 50.76194°N 25.04278°E